# Lista bătăliilor purtate de Principatul Moldovei

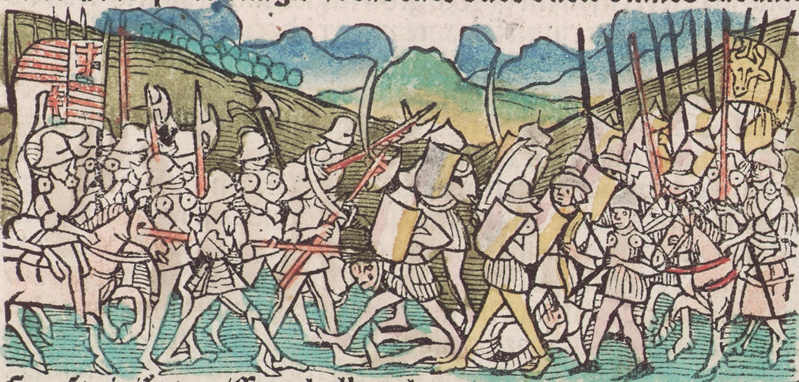
Bătălia de la Baia

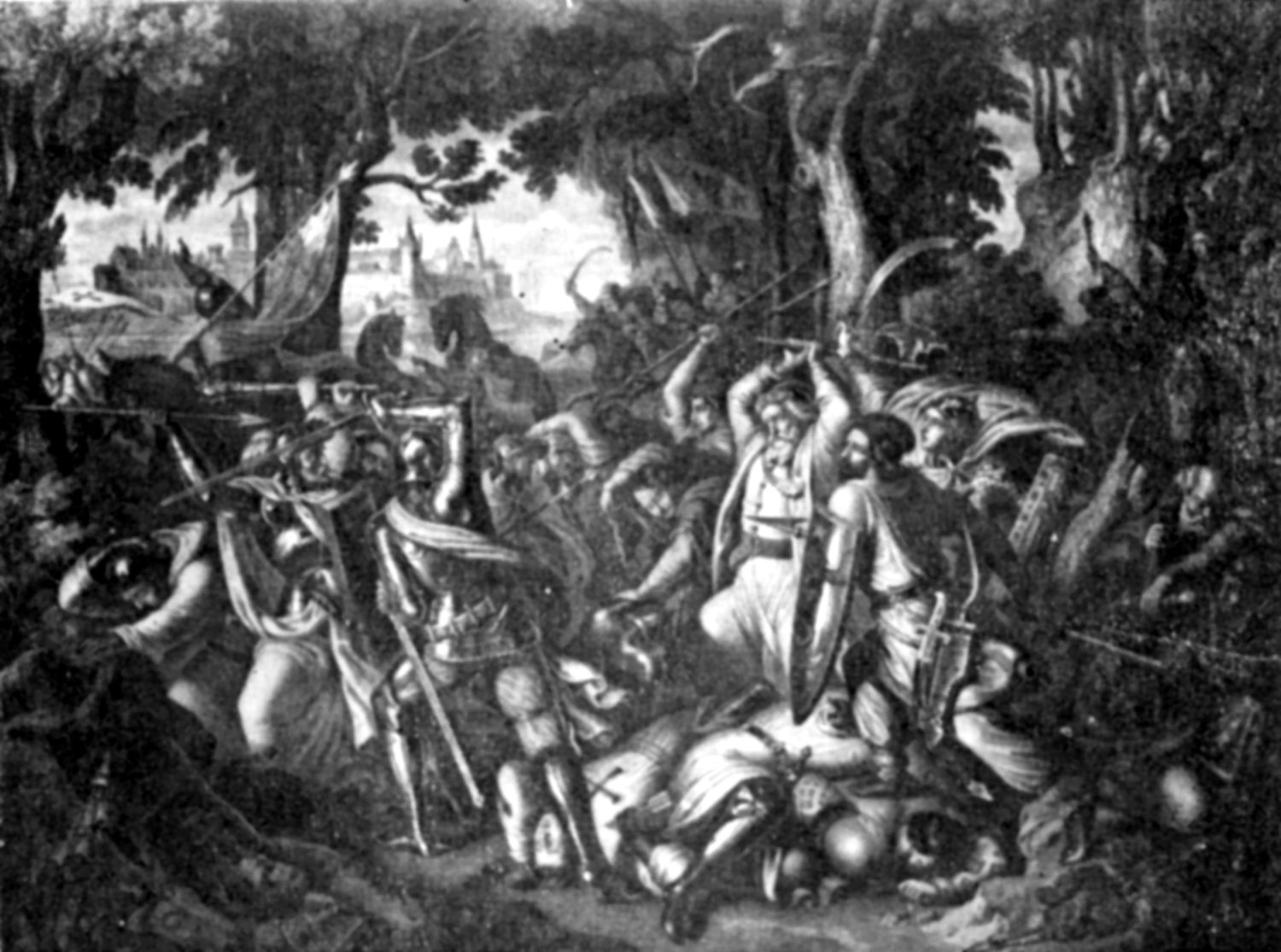
Bătălia de la Marienburg

Aceasta este o listă de bătălii purtate de Principatul Moldovei aranjată în ordine cronologică. Principatul Moldovei a existat din 1346 până în 1859 când, prin unire cu Țara Românească, apare statul modern România .

## Secolul al XIV-lea
- 1368, iulie, Bătălia de la Codrii Plonini - Trupele lui Cazimir al III-lea al Poloniei aliate cu trupele cu Ștefan (nepot al lui Bogdan I) sunt înfrânte de armata voievodului Moldovei Petru I (frate cu adversarul său Ștefan)
- 1395, 2-12 februarie, Bătălia de la Ghindăoani - Domnitorul Moldovei Ștefan I înfrânge o expediție maghiară condusă de Sigismund de Luxemburg
- 1399, 12 august - Bătălia de pe râul Vorskla (lângă Nipru) - tătarii înfrâng o coaliție formată din polonezi, lituanieni, moldoveni și valahi

## Secolul al XV-lea
- 1410, 15 iulie - Bătălia de la Grunwald - Alexandru cel Bun, ca vasal al lui Vladislav al II-lea al Poloniei, îi acordă sprijin în Războiul Polono-Lituaniano-Teutonic. La lupte participă și valahi și moldoveni. Victorie decisivă a polono-lituanienilor.
- 1410, 26 iulie - 19 septembrie - Bătălia de la Marienburg din 1410, moldovenii participă alături de polonezi la asediul fortăreții teutone.
- 1420 - primele confruntări dintre Moldova și Imperiul Otoman. Turcii au asediat Chilia și Cetatea Albă, dar Alexandru cel Bun a reușit să le apere.
- 1422, iulie-septembrie - Bătălia de la Marienburg din 1422, moldovenii înving trupe ale cavalerilor teutoni lângă Marienburg, în Prusia
- 1435 - Bătălia de la Podraga, luptă nedecisivă între Iliaș I al Moldovei și fratele său Ștefan al II-lea al Moldovei
- 1451 - 1457 - mai multe lupte pentru tron ale lui Petru Aron
- 1457:
  - 12 aprilie - Bătălia de la Doljești
  - 14 aprilie - Bătălia de la Orbic
- 1462, 22 iunie - primul asediu al Chiliei apărată de o garnizoană ungară, prima luptă (din două) pierdută a lui Ștefan cel Mare (potrivit tradiției)
- 1465, 23-25 ianuarie - al doilea asediu al Chiliei, Ștefan cel Mare cucerește cetatea Chiliei.
- 1467, 14-15 decembrie - Bătălia de la Baia, oastea Moldovei, condusă de Ștefan cel Mare, înfrânge oastea Regatului Ungariei, condusă de Matia Corvinul, care se retrage
- 1469 sau 1470, 20 august - Bătălia de la Lipnic, oastea moldovenească, condusă de Ștefan cel Mare, a învins tătarii Hoardei de Aur
- 1471 - Bătălia de la Soci, oastea Moldovei, condusă de Ștefan cel Mare, înfrânge oastea munteană condusă de Radu cel Frumos
- 1473:
  - 18-20 noiembrie 1473 - Bătălia de la pârâul Vodna, Ștefan cel Mare, înfrânge oastea munteană condusă de Radu cel Frumos
  - 24 noiembrie - Asediul cetății Dâmbovița, Ștefan cel Mare înfrânge o garnizoană munteană
  - 28 noiembrie -  Ștefan cel Mare înfrânge o armată otomană
- 1475, 10 ianuarie  - Bătălia de la Vaslui, armatele aliate creștine moldo-maghiaro-polone sub comanda lui Ștefan cel Mare înfrâng oastea otomano-munteană sub conducerea lui Suleiman Pașa (și Laiotă Basarab)
- 1476:
  - 26 iulie - Bătălia de la Valea Albă, victorie (pirică) a otomanilor împotriva lui Ștefan cel Mare
  - 16 noiembrie - Asediul Bucureștiului
  - Asediul Cetății Neamțului de către Mahomed al II-lea care se retrage din fața tunurilor cetății
- 1477, noiembrie  - Ștefan cel Mare înfrânge oastea munteană condusă de Laiotă Basarab
- 1480, 1 iunie - Ștefan cel Mare înfrânge oastea munteană condusă de Basarab cel Tânăr
- 1481, 8 iulie - Bătălia de la Râmnic, Ștefan cel Mare înfrânge oastea condusă de Basarab cel Tânăr, domnul Munteniei, susținută de armata otomană condusă de Ali-beg și Skender-beg
- 1482, 10 martie - Asediul cetății Crăciuna Ștefan cel Mare înfrânge garnizoana munteană
- 1484 - Asediul turcesc al Chiliei, cetatea este recuperată de turci din mâinile moldovenilor
- 1485 - Bătălia de la Cătlăbuga, Moldovenii conduși de Ștefan cel Mare înfrâng o oaste otomană
- 1486, 6 martie - Bătălia de la Șcheia, Moldovenii conduși de Ștefan cel Mare înfrâng o oaste otomană condusă de Bali-beg Malcoci Oglu, pașă de Silistra
- 1497, 26 octombrie - Bătălia de la Codrii Cosminului, Ștefan cel Mare îl înfrânge pe regele Ioan I Albert al Uniunii Polono-Lituaniene
- 1498: iunie sau iulie - Ștefan cel Mare asediază și înfrânge garnizoanele din 3 cetăți poloneze :
  - Asediul cetății Trembowla
  - Asediul cetății Buczacz
  - Asediul cetății Podhajce

## Secolul al XVI-lea
- 1529, 27 septembrie-14 octombrie - Primul Asediu al Vienei, aliații creștini resping trupele otomano-moldovenești
- 1531 - Bătălia de la Gwozdiec, Petru Rareș este înfrânt de polonezi (a avut loc înainte de lupta de la Obertyn)
- 1531, 22 august - Bătălia de la Obertyn, înfrângere a lui Petru Rareș, Pocuția este recucerită de polonezi
- 1532, 19 septembrie - Bătălia de la Leobersdorf, Austria, armata otomană-moldovenească este distrusă complet de trupe austriece, croate și maghiare

## Secolul al XVII-lea
- 1620, 17 septembrie–7 octombrie Bătălia de la Țuțora, Moldova, o bătălie dintre Uniunea statală polono-lituaniană (sprijinită de trupele Moldovei) și Imperiul Otoman, (sprijinit de Hanatul Crimeii), victorie otomană
- 1653
  - 27 mai - Bătălia de la Finta din Muntenia, moldoveni și cazaci conduși de Vasile Lupu sunt înfrânți decisiv de armatele muntene conduse de Matei Basarab.
  - mai -  Bătălia de la Tecuci
  - 22 mai - Bătălia de la Focșani între o armată cazaco-moldovenească condusă de Timuș Hmelnițki pe de-o parte și o armată muntenească condusă de Diicu Buiescu în sprijinul moldoveanului Gheorghe Ștefan.
- 1683, 15 iulie-12 septembrie - Al doilea Asediu al Vienei, otomanii și trupe valahe, moldovene, transilvănene și din Crimeea sunt înfrânte decisiv de trupe creștine aliate. Vezi și Participarea românilor la asediul Vienei (1683).

## Secolul al XIX-lea
- 1829, 11 iunie - Bătălia de la Kulevicha, Bulgaria, rușii conduși de Hans Karl von Diebitsch și trupe românești (moldo-valahe) înfrâng trupe otomane